# Филипенко, Александр Васильевич
Алекса́ндр Васи́льевич Филипе́нко (род. 31 мая 1950, Караганда) — российский государственный деятель. Заслуженный строитель Российской Федерации (1999).

## Биография
Отец — Василий Фадеевич, мать — Татьяна Романовна. Александр Филипенко — четвёртый сын в семье.
- 1967 — с золотой медалью окончил среднюю школу и поступил работать регулировщиком радиоаппаратуры на завод им. Кирова в Петропавловске.
- 1968—1973 — студент Сибирского автодорожного института им. Куйбышева в Омске, получил специальность «инженер-строитель мостов». После окончания института едет работать в Сургут. В течение четырёх лет работает на строительстве моста через Обь инженером производственно-технического отдела, строительным мастером, старшим инженером мостового поезда № 442.
- 1977 — получает направление на работу в Ханты-Мансийский окружной комитет КПСС сначала инструктором, а затем заведующим отделом строительства.
- 1982 — становится первым заместителем председателя Ханты-Мансийского окрисполкома.
- 1983—1988 — работает в Берёзовском районе в качестве первого секретаря райкома партии. В это же время заочно окончил Высшую партийную школу в Свердловске и в течение года работает вторым секретарем Ханты-Мансийского окружкома КПСС.
- 1989 — утверждается председателем Ханты-Мансийского окрисполкома, в 1990 — избирается депутатом Тюменского областного Совета народных депутатов.
- 1991 — Указом Президента РФ назначен главой Администрации Ханты-Мансийского автономного округа.
- 1993 — округ получает статус полноправного субъекта Российской Федерации, и жители избирают А. Филипенко представлять интересы региона в Совете Федерации.
- 1995 — назначается губернатором округа, а год спустя, 27 октября 1996, побеждает на губернаторских выборах, получив в свою поддержку более 70 % голосов избирателей.

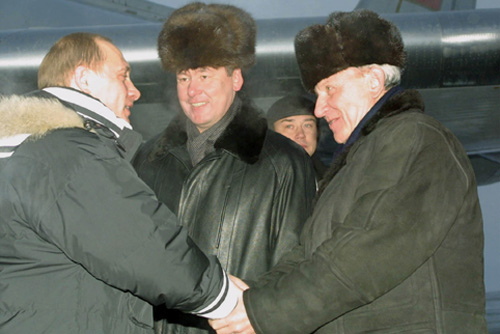
Александр Филипенко (справа)

В 1996—2000 годах — член Совета Федерации, член Комитета Совета Федерации по делам Севера и малочисленных народов.
С 12 марта по 17 сентября 2001, с 16 марта по 27 сентября 2005 и с 1 декабря 2008 по 25 мая 2009 — член президиума Государственного совета Российской Федерации, возглавлял рабочую группу по вопросам совершенствования государственной политики в области недропользования (природопользования) Госсовета РФ.
- 26 марта 2000 — повторно избран на пост губернатора Ханты-Мансийского автономного округа, получив в свою поддержку 90,82 % голосов избирателей.
- 2003 — прошёл по партийным спискам в Государственную думу от партии «Единая Россия», но после выборов отказался от мандата.
- 21 февраля 2005 — президентом России Владимиром Путиным кандидатура Филипенко внесена на рассмотрение Думы Ханты-Мансийского автономного округа — Югры для наделения его полномочиями губернатора.
- 24 февраля 2005 — Дума Ханты-Мансийского автономного округа — Югры утвердила Филипенко в должности губернатора.
- 15 февраля 2010 — в связи с истечением срока полномочий Александра Филипенко в качестве губернатора Югры состоялось внеочередное собрание депутатов окружной думы. На пост нового губернатора без участия Филипенко была выдвинута Наталья Комарова[7].
- В 2010—2018 годах — аудитор Счётной палаты РФ.

## Семья
Женат, имеет троих детей и шестерых внуков. Сын Василий (род. 15 января 1973) — депутат Думы Ханты-Мансийского автономного округа — Югры. Ранее занимал должность мэра Ханты-Мансийска. Второй сын — Александр, (1975 — 19 апреля 1998).

## Награды
- Орден «За заслуги перед Отечеством» II степени (17 февраля 2010) — за заслуги перед государством и большой личный вклад в социально-экономическое развитие округа[8]
- Орден «За заслуги перед Отечеством» IV степени (25 апреля 2000) — за большой вклад в социально-экономическое развитие регионов и многолетний добросовестный труд[9]
- Орден Почёта (8 декабря 1995) — за заслуги перед государством и многолетнюю добросовестную работу[10]
- Орден «За заслуги» III степени (12 ноября 2002, Украина) — за весомый личный вклад в развитие региональных связей между областями Украины и Ханты-Мансийским автономным округом Российской Федерации[11]
- Заслуженный строитель Российской Федерации (30 июля 1999) — за заслуги в области строительства и многолетний добросовестный труд[12]
- Медаль «За освоение недр и развитие нефтегазового комплекса Западной Сибири» (1982 год)
- Благодарность Президента Российской Федерации (25 августа 2005) — за активное участие в работе Государственного совета Российской Федерации[13]
- Благодарность Президента Российской Федерации (12 августа 1996) — за активное участие в организации и проведении выборной кампании Президента Российской Федерации в 1996 году[14]
- Орден Дружбы народов (Башкортостан, 22 февраля 2000) — за большой личный вклад в укрепление дружбы и сотрудничества между народами Республики Башкортостан и Ханты-Мансийского автономного округа[15]
- Орден Святого благоверного великого князя Александра Невского III степени (РПЦ, 2025)[16]
- Почётный строитель России (1998) — за многолетнюю плодотворную работу, большой личный вклад в развитие строительного комплекса Ханты-Мансийского автономного округа
- Лауреат национальной премии бизнес-репутации «Дарин» Российской Академии бизнеса и предпринимательства (2002)

## Учёная степень
- 24 января 2002 года — защитил кандидатскую диссертацию, присвоена ученая степень «Кандидат социологических наук» (Российская академия государственной службы при Президенте Российской Федерации).